# Lagoon (datorspel)
Lagoon (ラグーン?) är ett actionrollspel till Sharp X68000 och SNES.

## Handling
Människorna levde lyckliga i Lakeland tills en ond ande dök upp och började förstöra. De goda gudarna lyckades dock stoppa anden genom att använda det heliga månsvärdet. För att återställa freden i Lakeland skickade gudarna två små barn till Lakeland, ljusets son och mörkrets son. Den gamle vise mannen Mathias tilldelades ansvaret för barnens framtid, men just då kom den onde Zerah och kidnappade mörkrets son.
14 år senare kommer återigen en ond ande, och smutsar ner vattnet i Lakeland. Nasir skall i spelet bekämpa monster och besegra den onda anden. Man samlar erfarenhetspoäng och går genom labyrinter, och slåss med knapp på handkontrollen.

### Fotnoter
1. ↑  ”Lagoon” (på svenska). Nintendomagasinet (Kungsbacka: Atlantic) (5 1993):  sid. 13-15 (Power Player). maj 1993. Läst 20 april 2014.